# УАЕ тур 2021.
УАЕ тур 2021. било је треће издање етапне бициклистичке трке — УАЕ тура, који је настао 2019, спајањем Абу Даби тура и Дубаи тура; такође, била је то прва трка у UCI ворлд туру 2021, након отказивања трка у Аустралији.
Вожено је седам етапа, укупне дужине 1,044 km; четири равне етапе, двије брдске и индивидуални хронометар. Старт трке био је у Абу Дабију, након чега се ишло у Ел Аин, Фуџејру и Дубаи, док је последња етапа вожена у Абу Дабију.
Трку је освојио Тадеј Погачар, 35 секунди испред Адама Јејтса и минут испред Жоаа Алмеиде. Давид Декер је освојио класификацију по поенима, Погачар класификацију за најбољег младог возача, Тони Галопен спринт класификацију, док је тимску класификацију освојио УАЕ тим емирејтс. Метју ван дер Пул је, док је био лидер трке, морао да је напусти, заједно са тимом Алпесин—феникс, због тога што је неколико чланова тима било позитивно на корона вирус. Сем Бенет је остварио двије етапне побједе, док су Ван дер Пул, Филипо Гана, Погачар, Јонас Вингегард и Кејлеб Јуан остварили по једну побједу.

## Позадина
Године 2014, Dubai Sports Council и RCS Sport формирали су етапну бициклистичку трку — Дубаи тур, која је садржала четири етапе, углавном равне, а побједници су већином били спринтери. Године 2015, RCS Sport је покренуо другу етапну трку у Емиратима — Абу Даби тур, која се састајала такође од четири етапе, које су углавном биле брдске. Године 2017, Абу Даби тур је добио ворлд тур статус, а 2019, двије трке су се ујединиле у УАЕ тур, који је задржао ворлд тур статус који је имао Абу Даби тур и садржи укупно седам етапа.
Године 2020, након пете етапе, два члана тимова су била позитивна на корона вирус, због чега су сви учесници стављени у карантин, а трка је прекинута. Већина тимова била је у карантину недељу дана и напустили су државу до 3. марта, док су поједини тимови задржани до 14. марта, без објашњења због чега.
Трка 2021. била је прва трка у ворлд тур календару, након отказивања трка Тур даун андер и Кадел Еванс грејт океан роад рејс, које су требале да се возе у јануару у Аустралији. Прије почетка трке, чланови тима УАЕ тим Емирејтс, примили су вакцину против ковида 19, а возачи, тимови и сво особље били су у специјалним балонима, након што су у Уједињене Арапске Емирате стигли летовима из Милана и Париза. Смјештени су у посебним хотелима, а током трке, вршено је неколико тестирања.

## Фаворити
Највећи фаворит за побједу био је Тадеј Погачар, побједник Тур де Франса 2020, који је био под притиском да побиједи на домаћој трци за тим УАЕ тим Емирејтс, за који су такође возили Давиде Формоло и Рафал Мајка, који је дебитовао за тим на трци. Побједник УАЕ тура 2020. — Адам Јејтс, дебитовао је на трци за Инеос гренадирс, након што је напустио Мичелтон—скот, гдје је провео седам година, од почетка каријере 2014. За Инеос, као помоћници Јејтсу и резервне опције за генерални пласман, возили су Иван Соса и Данијел Мартинез, побједник Критеријума ди Дофине 2020. Четвороструки побједник Тур де Франса — Крис Фрум, дебитовао је на трци за Израел старт ап нејшон, након што је напустио Инеос послије 11 година. Жоао Алмеида, који је био лидер на већем дијелу Ђиро д’Италије 2020, био је један од фаворита, а возио је заједно са Фаустом Маснадом, који је завршио у топ 10 на Ђиро д’Италији 2020. Сеп Кус је био лидер Јумбо—визме по први пут, док су Бахрејн–викторијус предводили Ваут Пулс, Дамијано Карузо и Џек Хејг. Мовистар је предводио Алехандро Валверде, док су остали фаворити били: Винченцо Нибали, Максимилијан Шахман, Алексеј Луценко и Доменико Поцовиво.
Од спринтера, главни ривали били су Сем Бенет и Кејлеб Јуан, док су од осталих спринтера возили: Фернандо Гавирија, Паскал Акерман, Елија Вивијани, Ђакомо Ницоло, Метју ван дер Пул, Лука Мезгец, Фил Баухаус и Андре Грајпел. Ван дер Пул је прије трке возио трке у дисциплини циклокрос, гдје је освојио Свјетско првенство и изјавио је да нема никаквих амбиција на трци. Грајпел је последњу побједу остварио у јануару 2019, а са 156 побједа, у вријеме одржавања трке, био је возач са највише побједа у бициклизму од активних возача.

## Тимови
На трци је учествовало укупно 20 тимова и 139 возача. Сви тимови су учествовали са по седам возача, док је ЕФ едукејшен—нипо учествовао са шест возача. Свих 19 ворлд тур тимова имало је аутоматску позивницу и били су обавезни да учествују, док је побједник про тура за претходну годину такође имао аутоматску позивницу за све ворлд тур трке. Најбољи про тур тим у сезони 2020. био је Алпесин—феникс, који је, такође, завршио на 12 мјесту у свјетском поретку тимова. Због пандемије ковида 19, организатори нису додјељивали специјалне позивнице за остале про тур тимове.
UCI ворлд тур тимови:
| - АГ2Р ситроен - Астана премијер тех - Бајк ексчејнџ - Бахрејн–викторијус - Бора–ханзгро - Групама—ФДЈ - Декунинк—Квик-степ - ДСМ - ЕФ едукејшен—нипо - Израел старт ап нејшон | - Инеос гренадирс - Интермарш—ванти—гобер материокс - Јумбо—визма - Кофидис - Кубека асос - Лото–судал - Мовистар - Трек–сегафредо - УАЕ тим Емирејтс |

UCI про тур тимови:
| - Алпесин—феникс |

## Рута и етапе
Прва етапа била је равна, дуга 176 , а вожена је од замка Ел Дафра у граду Ел Ривес до града Ел Мирфа у Емирату Абу Даби. Након старта у Ел Дафри, вожено је кроз пустињу до града Зајед Сити, одакле је вожено обалом до Ел Мирфе. На другој етапи, вожен је хронометар дуг 13 , по потпуно равном терену, у Ел Хидајриату. Трећа етапа била је прва брдска етапа, укупне дужине од 166 . Стартовала је у сједишту ваздухопловне компаније , на међународном аеродрому у Ел Аину, док је циљ био на брдском успону Џебел Хефет, дугом 10 , са просјечним нагибом од 6,8%, изнад 1,000 метара надморске висине.
Старт и циљ четврте етапе био је на острву Ел Марџан, у Персијском заливу. Етапа је била најдужа на трци, са укупном дужином од 204 , а вожена је по равном. По први пут је вожено у емирату Рас ел Хајма, а ишло се и до емирата Ум ел Кајвејн. Старт пете етапе био је у граду Фуџејра, након чега се ишло на сјевер, до успона Џебел Џес, гдје је био циљ. Успон је био дуг 20 , са просјечним нагибом од 5% и надморском висином од 1,491 .
Последње двије етапе биле су равне и одговарале су спринтерима. Шеста етапа била је дуга 168 , без успона и са два пролазна циља. Старт је био у вјештачким острвима Деира, у области Деира у Дубаију, док је циљ био у вјештачком архипелагу Палм Џумејра, у Дубаију. Послије првих 60  на етапи, прешло се на бициклистичку стазу Ел Кадра, која се простире кроз пустињу, укупне дужине од 86 km и једна је од најдужих у држави, а са ње често може да се види и арабијски орикс. Након 86 km у пустињи, ишло се назад у Дубаи, до Палм Џумејре, гдје је био циљ етапе.
Старт последње, седме етапе, био је у тржном центру Џес мол, на острву Џес у Абу Дабију, након чега је вожено 147 km кроз град, а циљ етапе је био код главног лукобрана у граду.
| Етапа  | Датум       | Рута                        | Дистанца | Тип   | Тип                     | Побједник               |
| ------ | ----------- | --------------------------- | -------- | ----- | ----------------------- | ----------------------- |
| 1      | 21. фебруар | Ел Дафра — Ел Мирфа         | 176      |       | Равна етапа             | Метју ван дер Пул (NED) |
| 2      | 22. фебруар | Ел Хидајриат — Ел Хидајриат | 13       |       | Индивидуални хронометар | Филипо Гана (ITA)       |
| 3      | 23. фебруар | Ел Аин — Џебел Хефет        | 166      |       | Брдска етапа            | Тадеј Погачар (SLO)     |
| 4      | 24. фебруар | Ел Марџан — Ел Марџан       | 204      |       | Равна етапа             | Сем Бенет (IRL)         |
| 5      | 25. фебруар | Фуџејра — Џебел Џес         | 170      |       | Брдска етапа            | Јонас Вингегард (DEN)   |
| 6      | 26. фебруар | Деира — Палм Џумејра        | 168      |       | Равна етапа             | Сем Бенет (IRL)         |
| 7      | 27. фебруар | Џас — Абу Даби              | 147      |       | Равна етапа             | Кејлеб Јуан (AUS)       |
| Укупно | Укупно      | 1,044                       | 1,044    | 1,044 | 1,044                   | 1,044                   |

## Класификације
На УАЕ Туру 2021, додјељивале су се четири различите мајице, за четири класификације. Мајице је обезбиједила италијанска компанија , замијенивши тако компанију Castelli, која је претходно обезбјеђивала мајице за прва два издања трке, као и претходно за Дубаи Тур и Абу Даби Тур, а такође, сматра се једном од водећих компанија за опрему у бициклизму. Мајице су биле направљене од високотехнолошке тканине, коју је испоручивао SITIP, а тканина штити од УВ зрака и омогућава врло брзо одвођење топлоте. Мајице за лидере сваке класификације биле су другачије боје, а свака се додјељивала лидерима од краја прве етапе.
- Прва и најважнија класификација био је генерални пласман; побједник генералног пласмана је такође и побједник трке. Пласман се рачунао тако што су се на времена возача остварена на првој етапи, додавала времена остварена на свакој наредној. Три првопласирана возача на свакој етапи добијали су временску бонификацију — 10, 6 и 4 секунде, а у току трке, на означеним пролазним циљевима, добијале су се такође секунде бонификације, за прву тројицу возача — 3, 2 и 1 секунда. Возач са најмањим укупним временом у току трку носио је црвену мајицу и сматра се побједником на крају трке.[44] Спонзор мајице била је нафтна национална компанија Абу Дабија — ADNOC,[45] која је у то вријеме, са око 105 милијарди барела, била међу топ 10 нафтних компанија на свијету.[46]

- Једна од другостепених класификација била је класификација по поенима. Првих 10 возача добијало је поене на свакој етапи, а број поена који се додјељивао је исти, без обзира на тип етапе.[47] Побједник је добијао 20 поена, другопласирани 16, трећепласирани 12, док су возачи од четвртог до десетог мјеста добијали 9, 7, 5, 4, 3, 2 и 1 поен.[48] На свакој етапи постојала су два пролазна циља, на којима су четири првопласирана возача добијала поене, који су се рачунали и за спринт класификацију и за класификацију по поенима.[47] Првопласирани је добијао 8 поена, другопласирани 5, трећепласирани 3, а четвртопласирани 1 поен.[49] Лидер класификације носио је зелену мајицу, чији је спонзор била телекомуникацијиона компанија ,[45] која је у том тренутку имала преко 167 милиона претплатника и била је међу 20 водећих компанија у свијету.[50]

- Једна од другостепених класификација била је и спринт класификација. На свакој етапи постојала су два пролазна циља, на којима су четири првопласирана возача добијала поене, који су се рачунали и за спринт класификацију и за класификацију по поенима.[47] Првопласирани је добијао 8 поена, другопласирани 5, трећепласирани 3, а четвртопласирани 1 поен.[49] Лидер класификације носио је црну мајицу, чији је спонзор била авио компанија — Abu Dhabi Aviation.[45]

- Четврта мајица која се додјељивала је за најбољег младог возача. У класификацији су се такмичили само возачи млађи од 25 година, а лидер се одлучивао према оствареном времену, исто као и за генерални пласман. Пласман се рачунао тако што су се на времена возача остварена на првој етапи, додавала времена остварена на свакој наредној. Три првопласирана возача на свакој етапи добијали су временску бонификацију — 10, 6 и 4 секунде, а у току трке, на означеним пролазним циљевима, добијале су се такође секунде бонификације, за прву тројицу возача — 3, 2 и 1 секунда. Возач са најмањим укупним временом у току трку носио је бијелу мајицу и сматра се побједником класификације на крају трке. Спонзор мајице био је Nakhel,[45] компанија за развој некретнина у Дубаију.[51]

- Последња класификација била је тимска класификација, која се рачунала тако што су се на крају сваке етапе сабирала времена прве тројице из сваког тима, а водећи тим био је тим са најмањим укупним временом.[52]

| Етапа | Побједник         | Генерални пласман | Класификација по поенима | Спринт класификација | Најбољи млади возач | Тимска класификација |
| ----- | ----------------- | ----------------- | ------------------------ | -------------------- | ------------------- | -------------------- |
| 1     | Метју ван дер Пул | Метју ван дер Пул | Метју ван дер Пул        | Жоао Алмеида         | Давид Декер         | Декунинк—Квик-степ   |
| 2     | Филипо Гана       | Тадеј Погачар     | Жоао Алмеида             | Жоао Алмеида         | Тадеј Погачар       | УАЕ тим Емирејтс     |
| 3     | Тадеј Погачар     | Тадеј Погачар     | Тадеј Погачар            | Жоао Алмеида         | Тадеј Погачар       | УАЕ тим Емирејтс     |
| 4     | Сем Бенет         | Тадеј Погачар     | Давид Декер              | Тони Галопен         | Тадеј Погачар       | УАЕ тим Емирејтс     |
| 5     | Јонас Вингегард   | Тадеј Погачар     | Тадеј Погачар            | Томас де Гент        | Тадеј Погачар       | УАЕ тим Емирејтс     |
| 6     | Сем Бенет         | Тадеј Погачар     | Давид Декер              | Тони Галопен         | Тадеј Погачар       | УАЕ тим Емирејтс     |
| 7     | Кејлеб Јуан       | Тадеј Погачар     | Давид Декер              | Тони Галопен         | Тадеј Погачар       | УАЕ тим Емирејтс     |
| Крај  | Крај              | Тадеј Погачар     | Давид Декер              | Тони Галопен         | Тадеј Погачар       | УАЕ тим Емирејтс     |

- На другој етапи, Давид Декер, који је био на другом мјесту у генералном пласману, носио је црвену мајицу, јер је лидер — Метју ван дер Пул, морао да напусти трку због позитивних резултата на ковид 19 у тиму Алпесин—феникс.[53] Декер, који је био лидер класификације за најбољег младог возача, првобитно је требало да носи бијелу мајицу, али је њу носио трећепласирани у класификацији — Тадеј Погачар, јер је другопласирани — Жоао Алмеида, носио зелену мајицу, због тога што је био другопласирани и у класификацији по поенима, гдје је такође лидер био Ван дер Пул.[54]
- На другој и трећој етапи, Матија Катанео, који је био другопласирани у спринт класификацији, иза Алмеиде, носио је црну мајицу, јер је Алмеида био и лидер класификације по поенима и носио је зелену мајицу.[54][55]
- На трећој и четвртој етапи, Нелсон Паулес, који је био трећепласирани у класификацији за најбољег младог возача, иза Погачара и Алмеиде, носио је бијелу мајицу, јер је Погачар носио црвену мајицу, за лидера трке, док је Алмеида носио зелену мајицу, за лидера класификације по поенима на трећој етапи и црну мајицу на четвртој етапи, као лидер спринт класификације.[55] Из истог разлога, Филипо Гана, који је био трећепласирани у класификацији по поенима, носио је зелену мајицу на четвртој етапи.[56]
- Од пете до седме етапе, Алмеида, који је био другопласирани у класификацији за најбољег младог возача, носио је бијелу мајицу, јер је првопласирани у класификацији — Тадеј Погачар, био лидер трке и носио је црвену мајицу.[57][58] Из истог разлога, на шестој етапи, Давид Декер, који је био другопласирани у класификацији по поенима, иза Погачара, носио је зелену мајицу.[57]

## Преглед трке
Трка је почела 21. фебруара, у 12:30 по локалном времену у Емиратима. Прва етапа била је дуга 176 , а вожена је у Емирату Абу Даби, од замка Ел Дафра у граду Ел Ривес до града Ел Мирфа. На старту етапе дувао је јак вјетар, а одмах на почетку, одвојила се група од 15 возача, која је стекла 10 секунди предности након шест километара. Тим Инеос гренадирс је раздвојио главну групу захваљујући вјетру, а у другој групи су остали Валверде, Кус и Серхио Игита, али група се спојила, након што је вјетар промијенио правац. На првом пролазном циљу, Декунинк—Квик-степ је предводио групу; Алмеида је узео три секунде бонификације и осам поена, а група се, због вјетра, поново раздвојила на четири мање групе. У првој групи је било 26 возача, док се број возача у осталим групама константно мијењао. Бора—ханзгро је радила у другој групи за Акермана, али је заостатак порастао на минут и 20 секунди. На другом пролазном циљу, на 38 km до краја, Алмеида је поново одспринтао Погачара и узео осам поена и три секунде бонификације, док је предност у односу на другу групу порасла на два минута. Тројица возача су отпала из прве групе, а на 20 km до циља, предност је била три и по минута. Маснада је напао на 7 km до циља, али је брзо достигнут, након чега је његов сувозач — Матија Катанео, напао на 6 km до циља. Погачар је радио на челу за Гавирију, а на 1,5 km до циља, Гавирија је одлучио да не чека спринт и напао је; брзо је достигао Катанеа, али је група обојицу достигла у последњем километру. Елија Вивијани је отворио спринт, али није имао довољно снаге и побиједио је Ван дер Пул, испред Декера и Михала Меркева. У истом времену завршили су још Емилс Лијепинс, Вивијани, Погачар и Ентони Роа.
На јутро прије почетка друге етапе, лидер трке — Ван дер Пул, као и цијели тим Алпесин—феникс, напустили су трку због позитивних резултата на ковид 19. Због повлачења Ван дер Пула, Давид Декер је преузео црвену мајицу. На другој етапи, вожен је хронометар дуг 13 , по потпуно равном терену, у Ел Хидајриату. Први је стартовао Метју Ладагну, у 13:45, док је последњи стартовао Декер, у 16:11. У односу на остале етапне трке, гдје возачи стартују по поретку у генералном пласману, на УАЕ Туру, само су првих 10 у генералном пласману били обавезни да стартују последњи, док су остали могли да стартују кад хоће, без обзира на позицију. Ладагну је поставио вријеме од 15:07, након чега је Микел Бјерг, који је стартовао трећи иако је био на 22 мјесту у генералном пласману, поставио вријеме од 14:17. Неколико минута касније, Стефан Бисежер је поставио ново најбоље вријеме — 14:10. Луис Леон Санчез и Макс Валшајд су завршили у временима од 14:26 и 14:28 и преузели су треће и четврто мјесто. Фрум је завршио минут и 22 секунде иза Бисежера, а Јејтс 44 секунде иза. Антонио Тибери, бивши јуниорски свјетски шампион у вожњи на хронометар, пао је при пуној брзини на линији циља, коју је прешао у паду, са временом од 14:45, након чега је одведен у болницу, због повреде десног кољена. Око два сата након Бисежера, Филипо Гана је стартовао и поставио ново најбоље вријеме, од 13:56. До краја, Погачар и Алмеида су се борили за црвену мајицу, а прије етапе, Погачар је био секунду испред. Погачар је поставио четврто најбоље вријеме, са 14:20, шест секунди испред Алмеиде. Двојица првопласираних у генералном пласману и последњи који су стартовали хронометар — Декер и Меркев, завршили су преко минут иза Погачара, који је преузео црвену мајицу. Гана је остварио побједу, прву у сезони и осму заредом у вожњи на хронометар, чиме је остварио побједе на сваком хронометру који је возио у периоду од годину дана.
Трећа етапа била је прва брдска етапа, укупне дужине од 166 . Стартовала је у сједишту ваздухопловне компаније , на међународном аеродрому у Ел Аину, док је циљ био на брдском успону Џебел Хефет, дугом 10 , са просјечним нагибом од 6,8%, изнад 1,000 метара надморске висине. Етапу је стартовао 131 возач, јер је Тибери напустио трку, након пада на хронометру, приликом чега је задобио неколико повреда. Одмах на почетку, Томас де Гент и Тони Галопен су отишли у бијег, а након 16 km, стекли су три минута предности. Галопен је узео осам поена и три секунде бонификације на првом пролазном циљу, Де Гент пет поена и двије секунде, док је Гавирија, из главне групе, узео три поена и једну секунду. Лидери су стекли седам минута предности, након чега је главна група, на око 100 km до циља, ушла у предјео од 20 km у којем је дувао бочни вјетар. Гана је изашао на чело групе, у намјери да је раздвоји, након чега су му се придружили сувозачи из Инеоса, као и тимови Бахреин—викторијус и Бајк ексчејнџ и предност двојице лидера пала је на четири минута на 87 km до циља. Израел старт ап нејшн је изашао на чело у покушају да раздвоје групу, чији је лидер — Крис Фрум, изгубио осам минута на првој етапи, након што се група раздвојила због вјетра. Група је остала заједно, а предност лидера смањена је на два минута на 67 km до циља. Група је успорила и предност се поново повећала на четири и по минута, а тим Декунинк—Квик-степ је изашао на чело на 40 km до циља, због нове промјене правца вјетра, али он није био довољно јак да би се група раздвојила. Други пролазни циљ био је на 13,5 km до циља, поново је Галопен узео осам поена, Де Гент пет, Меркев три и Гана један. Пред успон, на 10 km до циља, лидери су имали 50 секунди предности, након чега је Галопен напао, а Де Гента је брзо достигла главна група. Групу су предводили возачи тима УАЕ тим Емирејтс; Галопен је достигнут на 8 km до циља, а Фрум и Алексеј Луценко били су на зачељу групе. На 6  до циља, Фрум је отпао од групе, а након њега и Валверде, који је два пута побјеђивао на успону Џебел Хефет. На 5,5 km до циља, отпали су сви возачи УАЕ-а који су радили за Погачара, након чега је Мартинез изашао на чело за Инеос и у групи је остало само десет возача. Након што се Мартинез склонио, Сеп Кус је напао, пратили су га Погачар и Јејтс, а убрзо их је достигао и Паулес, док су Игита, Алмеида и Емануел Букман заостајали. Лидери су успорили, захваљујући чему их је друга група достигла, након чега је Кус поново напао и пратили су само Погачар и Јејтс. Алмеида, Букман, Игита и Паулес су остали у другој групи и покушавали су да их достигну, након чега је Јејтс напао; Погачар га је пратио, а Кус је отпао из прве групе. Њих двојица су стекли 30 секунди предности, док је Харм Ванхуке стигао до друге групе. У последњем километру имали су 40 секунди предности, Погачар није хтио да изађе испред, да вози на темпо, након чега је напао на 400 метара до циља; Јејтс је пратио, али је Погачар побиједио у спринту. Игита је завршио на трећем мјесту, 48 секунди иза, одспринтавши групу у којој су били Букман, Ванхуке и Алмеида. Са побједом, Погачар је повећао предност на 43 секунде испред Јејтса у генералном пласману.
Старт и циљ четврте етапе био је на острву Ел Марџан, у Персијском заливу. Етапа је била најдужа на трци, са укупном дужином од 204 , а вожена је по равном. Ишло се кроз пустињу до емирата Рас ел Хајма и Ум ел Кајвејн, након чега се ишло назад до острва Ел Марџан. Етапу је стартовало 130 возача, након што је Јос ван Емден напустио трку. Није било напада на почетку, а на првом пролазном циљу, након 50 километара, Декер је узео осам поена и три секунде бонификације. Гана за Инеос и Иљо Кејсе за Декунинк—Квик-степ, као и Бора—ханзго, покушали су да раздвоје групу по вјетру, али та секција није дуго трајала и група је остала заједно. На 88 km до циља, Франсоа Бидар и Оливер ле Гак су отишли у бијег и стекли су минут и по предности, након 15 километара. Бидар је имао механичких проблема и морао је да мијења предњи точак, а Ле Гак је успорио и чекао га. Стекли су предност од два минута, али је она пала на 48 секунди пред други пролазни циљ, након што је главна група убрзала. На другом пролазном циљу, Бидар и Ле Гак су узели осам и пет поена, док је Декер узео три поена, у борби за зелену мајицу. Бијег је достигнут на 28 km до циља, а на 10 km до циља, група је почела да убрзава, у припреми за спринт. Астана и Бахреин—викторијус су били на челу групе, након чега је УАЕ тим Емирејтс, преузео чело на 4,5 km до циља, како би заштитили Погачара и помогли Гавирији у спринту. У последњих три километра, Лото—судал, Декунинк—Квик-степ, Израел старт ап нејшон, Бора—ханзго и ДСМ су били на челу, како би омогућили својим спринтерима да се боре за побједу. У спринту, Сем Бенет је побиједио испред Декера, који је, са укупно 27 поена на етапи, преузео зелену мајицу, четири поена испред Погачара. Јуан је завршио на трећем мјесту, Вивијани на четвртом, док су у топ 10 завршили још Матео Москети, Акерман, Баухаус, Ницоло, Гавирија и Каден Гроувс. Бенет је остварио прву побједу у сезони и 50 у каријери.
Пета етапа била је друга брдска и одлучујућа етапа у борби за генерални пласман. Старт је био у граду Фуџејра, након чега се ишло на сјевер, до успона Џебел Џес, гдје је био циљ. Успон је био дуг 20 , са просјечним нагибом од 5% и 7% у последња два километра, са надморском висином од 1,491 . Етапа је била подијељена на два дијела: први дио је вожен по углавном равном терену, са дијелом кроз пустињу, док је други дио вожен на успону до циља. Матијас Франк и Ницоло су отишли у бијег, али је Ницоло брзо отпао, док је Франк стекао предност од два минута и 40 секунди. Франк је повећао предност на три минута и 20 секунди и прешао је први преко првог пролазног циља, након 32,5 km, док је Декер прошао други и повећао предност у класификацији по поенима. Заостатак главне групе је смањен, а на 120 km до циља, Грајпел је напао, заједно са сувозачима — Риком Цабелом и Омером Голдстајном, али их је група достигла, а предност Франка је опала на 41 секунду. Рогер Клуге је напао из главне групе на 116 km до циља, а пратили су га Лари Вербас, Де Гент, Голдстајн, Кевин Колеони и Лас Норман Хансен, који су стигли до Франка након три километра, а из групе су напали још Алексеј Луценко и Алекс Даусет, који су достигли бјегунце на 109 km до циља. Стекли су предност од два минута и 20 секунди на 75 km до циља, а главну групу су предводили возачи Инеоса — Лук Роув и Андреј Амадор. Бјегунци су стекли три и по минута предности, након чега је Гана изашао да ради на челу групе и смањио њихову предност на два минута и 17 секунди на 40 km до циља, а Де Гент је освојио осам поена на другом пролазном циљу, испред Голдстајна и Даусета. Бјегунци су започели успон са предношћу од два минута, а Даусет и Хансен су одмах отпали, након чега су отпали и Варбасе и Клуге, док је Де Гент возио на челу. Након што се Гана склонио са чела главне групе, предност бјегунаца је порасла на два и по минута на 18,5 km до циља, када је Бјерг, из тима УАЕ радио на челу. Колеони и Франк су отпали на 17,5 km до циља и у бијегу су остали само Де Гент, Луценко и Голдстајн, док је Инеос поново преузео темпо у главној групи. На 17 km до циља, Луценко је напао, Де Гент је покушавао да га прати, али је константно имао све већи заостатак, док је Голдстајн отпао одмах. Луценко је имао предност од минут и 20 секунди, док је главна група достигла Де Гента на 11,5 km до циља. Мартинез је изашао на чело на 4 km до циља, након чега је Фрум отпао, а предност Луценка је смањена на 44 секунде. Винченцо Нибали је први напао и смањио заостатак на 20 секунди, након чега је Ванхуке напао из главне групе, али није могао да достигне Нибалија. Алмеида је напао из главне групе, након чега су достигнути Нибали и Ванхуке, док је Луценко имао 17 секунди предности. У последњем километру, Луценко је имао 12 секунди предности, након чега је Вингегард напао из главне групе и достигао га на 300 метара до циља. На 100 метара до циља, Вингегард је напао и остварио побједу, док је главна група у спринту престигла Луценка; Погачар је завршио на другом мјесту, три секунде иза Вингегарда, док је Јејтс завршио на трећем мјесту са истим временом.
Шеста етапа била је дуга 168 , без успона и са два пролазна циља. Старт је био у вјештачким острвима Деира, у области Деира у Дубаију, док је циљ био у вјештачком архипелагу Палм Џумејра, у Дубаију. Послије првих 60  на етапи, возило се по бициклистичкој стази Ел Кадра, која се простире кроз пустињу, укупне дужине од 86 km, након чега се ишло назад у Дубаи, до Палм Џумејре, гдје је био циљ етапе. Већ на самом почетку, Тони Галопен, Алексеј Луценко, Метју Ладагну, Луис Леон Санчез, Атила Валтер и Ињиго Елосеги су отишли у бијег, а Санчез је био најбоље пласирани возач у генералном пласману, 11 минута иза Погачара. Бјегунци су стекли три и по минута предности, а у главној групи, на челу су радили Квик-степ за Бенета, Лото—судал за Јуана, Кубека асос за Ницола, Јумбо за Декера и Бора за Акермана, испред тима УАЕ. Галопен је узео осам поена на првом пролазном циљу, а у главној групи, на мање од 100 km до циља, дошло је до пада, због чега је Флоријан Сторк, који је био на 12 мјесту у генералном пласману, морао да напусти трку. У паду је учествовао и Матео Москети, који је наставио трку, али је и он напустио након 20 километара. На 72 km до циља, почео је да дува вјетар, а на челу групе су радили Квик-степ, Јумбо, ЕФ едукејшен—нипо и Израел старт ап нејшон, у покушају да је раздвоје. Ентони Роа је напустио трку због повреде у паду, на 70 km до циља, док се група раздвојила, а у првој групи, коју је предводио Квик-степ, било је 30 возача и стекли су 30 секунди предности. Галопен је узео осам поена и на другом пролазном циљу, захваљујући чему је прешао у вођство у спринт класификацији, испред Де Гента. Предност бјегунаца је пала на испод минут, а на 60 km до циља, групе су се спојиле. Предност бјегунаца је пала на 20 секунди, а достигнути су на 25 km до циља, након чега је напао Дмитриј Груздев из Астане. Стекао је 15 секунди предности, али је достигнут на 10 km до циља. На 6  до циља, приликом преласка возача са једне стране на другу, дошло је до пада, у којем је учествовао и Фабио Сабатини, лид аут возач за Вивијанија. На 2 km до циља, Бајк ексчејнџ и ДСМ су изашли на чело, док су им се придружили и Кубека асос и Израел старт ап нејшон, у позиционирању за спринт. Бахреин, Квик-степ и Лото су изашли на чело у последњем километру; Бенет је био у најбољој позицији, Меркев га је предводио до 200 метара до циља, након чега је започео спринт и остварио другу побједу. Декер је био иза Бенета на почетку спринта, али је завршио на четвртом мјесту, након што су га престигли Вивијани и Акерман.
Старт последње, седме етапе, био је у тржном центру Џес мол, на оствру Џес у Абу Дабију, након чега се ишло пут центра града, кроз област Ел Раха. Из центра је вожено до Калифе и сјеверно, до луке Калифа и Јас Марине, након чега се ишло до лукобрана, гдје је био циљ. Самуеле Батистела, Матео Собреро и Алексеј Бринел су отишли у бијег. Стекли су три минута предности, а на првом пролазном циљу, Декер је узео један поен и повећао предност у класификацији по поенима. На 65 km до циља, због повећања бочног вјетра, Инеос је покушавао да раздвоји групу, због чега је предност бјегунаца брзо пала. Група се раздвојила, у првој групи било је 20 возача, међу којима су били Погачар, Јејтс, Јуан и Бенет, док су у другој групи остали Алмеида и Декер. Прва група је достигла бјегунце и стекла је 30 секунди предности испред друге групе. ЕФ је радио на челу друге групе, како би заштитили пето мјесто Паулеса, а након што су се возачи из осталих тимова прикључили раду, предност водеће групе је смањена. На 45 km до циља, групе су се спојиле, а четири километра касније, десио се пад при врху групе, у којем је пао и Адам Јејтс. Повриједио је лице, али је могао да настави и вратио се у групу, која је успорила да би га сачекала. На другом пролазном циљу, Паулес је напао у покушају да узме секунде бонификације и престигне Криса Харпера на четвртом мјесту у генералном пласману. Декер, који се борио за класификацију по поенима, предводио је сувозача — Харпера, који се борио за генерални пласман; Декер је узео осам поена и три секунде, Харпер је узео двије секунде, а Паулес је узео секунду. Инеос је преузео чело групе, а Бисежер је пао у финишу. Лото и Квик-степ су преузели чело групе у последња два километра, Меркев је предводио Бенета, који је први почео да спринта, али је Јуан прошао са десне стране, престигао га на линији циља и остварио прву побједу у сезони, док је Баухаус завршио на трећем мјесту. Тадеј Погачар је освојио трку, 43 секунде испред Адама Јејтса, док је Жоао Алмеида завршио на трећем мјесту, минут и двије секунде иза Погачара, а Харпер на четвртом мјесту. Погачар је такође освојио и класификацију за најбољег младог возача, испред Алмеиде и Паулеса, док је Давид Декер освојио класификацију по поенима, десет поена испред Бенета. Тони Галопен је освојио спринт класификацију, осам поена испред Декера, док је УАЕ тим Емирејтс освојио тимску класификацију, пет минута испред Декунинк—Квик-степа.

## Резултати
| црвена      | Означава побједника генералног пласмана  | Зелена мајица | Означава побједника класификације по поенима                |
| Црна мајица | Означава побједника спринт класификације | Бијела мајица | Означава побједника класификације за најбољег младог возача |

### Генерални пласман
| Позиција | Возач                  | Тим                | Вријеме      |
| -------- | ---------------------- | ------------------ | ------------ |
| 1        | Тадеј Погачар (СЛО)    | УАЕ тим Емирејтс   | 24 с 00' 28" |
| 2        | Адам Јејтс (УК)        | Инеос гренадирс    | + 35"        |
| 3        | Жоао Алмеида (ПОР)     | Декунинк—Квик-степ | + 1' 02"     |
| 4        | Крис Харпер (АУС)      | Јумбо—визма        | + 1' 42"     |
| 5        | Нелсон Паулес (САД)    | ЕФ едукејшен—нипо  | + 1' 45"     |
| 6        | Матијас Скелмосе (ДАН) | Трек–сегафредо     | + 2' 37"     |
| 7        | Дамијано Карузо (ИТА)  | Бахрејн–викторијус | + 2' 39"     |
| 8        | Матија Катанео (ИТА)   | Декунинк—Квик-степ | + 3' 53"     |
| 9        | Рубен Фернандез (ШПА)  | Кофидис            | + 4' 13"     |
| 10       | Фаусто Маснада (ИТА)   | Декунинк—Квик-степ | + 6' 30"     |

### Класификација по поенима
| Позиција | Возач                | Тим                | Поени |
| -------- | -------------------- | ------------------ | ----- |
| 1        | Давид Декер (ХОЛ)    | Јумбо—визма        | 66    |
| 2        | Сем Бенет (ИРС)      | Декунинк—Квик-степ | 56    |
| 3        | Тадеј Погачар (СЛО)  | УАЕ тим Емирејтс   | 51    |
| 4        | Жоао Алмеида (ПОР)   | Декунинк—Квик-степ | 35    |
| 5        | Тони Галопен (ФРА)   | АГ2Р ситроен       | 33    |
| 6        | Елија Вивијани (ИТА) | Кофидис            | 33    |
| 7        | Кејлеб Јуан (АУС)    | Лото–судал         | 32    |
| 8        | Адам Јејтс (УК)      | Инеос гренадирс    | 28    |
| 9        | Михал Меркев (ДАН)   | Декунинк—Квик-степ | 28    |
| 10       | Филипо Гана (ИТА)    | Инеос гренадирс    | 21    |

### Спринт класификација
| Позиција | Возач                  | Тим                    | Поени |
| -------- | ---------------------- | ---------------------- | ----- |
| 1        | Тони Галопен (ФРА)     | АГ2Р ситроен           | 33    |
| 2        | Давид Декер (ХОЛ)      | Јумбо—визма            | 25    |
| 3        | Томас де Гент (БЕЛ)    | Лото–судал             | 18    |
| 4        | Жоао Алмеида (ПОР)     | Декунинк—Квик-степ     | 16    |
| 5        | Омер Голдстајн (ИЗР)   | Израел старт ап нејшон | 10    |
| 6        | Матија Катанео (ИТА)   | Декунинк—Квик-степ     | 9     |
| 7        | Матео Собреро (ИТА)    | Астана премијер тех    | 8     |
| 8        | Матијас Франк (ШВА)    | АГ2Р ситроен           | 8     |
| 9        | Оливер ле Гак (ФРА)    | Групама—ФДЈ            | 8     |
| 10       | Луис Леон Санчез (ШПА) | Астана премијер тех    | 6     |

### Класификација за најбољег младог возача
| Позиција | Возач                          | Тим                 | Вријеме     |
| -------- | ------------------------------ | ------------------- | ----------- |
| 1        | Тадеј Погачар (СЛО)            | УАЕ тим Емирејтс    | 89h 07' 36" |
| 2        | Жоао Алмеида (ПОР)             | Декунинк—Квик-степ  | + 1' 02"    |
| 3        | Нелсон Паулес (САД)            | ЕФ едукејшен—нипо   | + 1' 45"    |
| 4        | Матијас Скјелмосе Јенсен (ДАН) | Трек–сегафредо      | + 2' 37"    |
| 5        | Серхио Игита (КОЛ)             | ЕФ едукејшен—нипо   | + 9' 47"    |
| 6        | Стефан де Бод (RSA)            | Астана премијер тех | + 12' 34"   |
| 7        | Харм Ванхуке (БЕЛ)             | Лото–судал          | + 13' 05"   |
| 8        | Реми Роша (ФРА)                | Кофидис             | + 14' 06"   |
| 9        | Микел Бјерг (ДАН)              | УАЕ тим Емирејтс    | + 14' 18"   |
| 10       | Самуеле Батистела (ИТА)        | Астана премијер тех | + 14' 45"   |

### Тимска класификација
| Позиција | Тим                             | Вријеме     |
| -------- | ------------------------------- | ----------- |
| 1        | УАЕ тим Емирејтс                | 72h 07' 44" |
| 2        | Декунинк—Квик-степ              | + 5' 10"    |
| 3        | Јумбо—визма                     | + 11' 01"   |
| 4        | Кофидис                         | + 16' 28"   |
| 5        | ЕФ едукејшен—нипо               | + 17' 25"   |
| 6        | Бахрејн–викторијус              | + 18' 59"   |
| 7        | Астана премијер тех             | + 29' 11"   |
| 8        | Бора–ханзгро                    | + 32' 12"   |
| 9        | Трек–сегафредо                  | + 34' 17"   |
| 10       | Интермарш—ванти—гобер материокс | + 34' 25"   |